# Allá en el trapiche
Allá en el trapiche es una película de comedia colombiana de 1943, dirigida por el director chileno Roberto Saa Silva a partir de un guion de Gabriel Martínez, y protagonizada por actores colombianos como Lily Álvarez, Tocayo Ceballos, Soledad Sierra y Humberto Onetto. Un primer ejemplo de película sonora doméstica en un momento en que tales producciones eran poco comunes en Colombia, Allá en el trapiche fue un intento consciente de recrear el éxito de la popular película mexicana Allá en el rancho grande, perteneciente al género llamado "comedia ranchera".